# Berzona (Valle Onsernone)

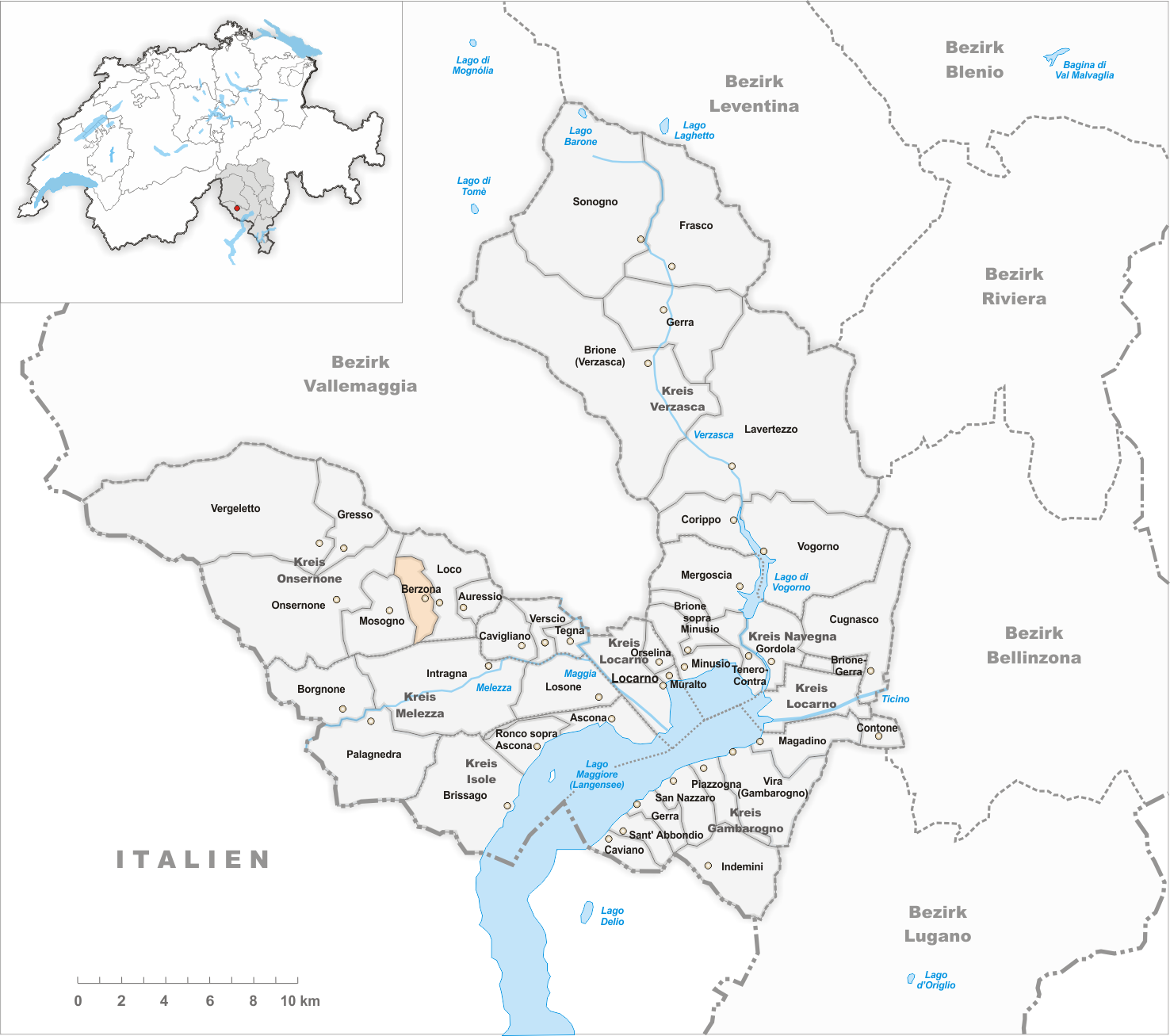
Gemeindestand vor der Fusion am 13. April 2001

Berzona ist eine Ortschaft in der Gemeinde Onsernone im Schweizer Kanton Tessin. Bis nach der Jahrtausendwende bildete sie eine eigene politische Gemeinde.
Im ebenfalls im Kanton Tessin gelegenen Verzascatal gibt es einen weiteren Ort namens Berzona, der zur dortigen ehemaligen Gemeinde Vogorno gehört.

## Geografie
Berzona liegt auf 764 m ü. M. im Onsernonetal, an der Strasse Locarno-Comologno am linken Ufer des Flusses Isorno; 4 km nordwestlich von Cavigliano und 12 km westnordwestlich von Locarno in einer von Kastanienwäldern umgebenen Hangmulde. Berzona selbst besteht aus dem Unterdorf Seghelina und dem autofreien Oberdorf. Beide Ortsteile werden ganzjährig bewohnt, jedoch lebt der grösste Teil im Unterdorf.

## Geschichte
Das Dorf findet sich als Berzona 1265 erstmals erwähnt. Seit dem Mittelalter gehörte es mit den Weilern Seghelina, Isalei und Lavello zur alten Talgemeinde Onsernone und bildete eine Unterpfarrei des Dekanats Onsernone. 1411–1412 leistete Berzona nach dem Zug der Schweizer ins Ossolatal dem savoyardischen Hauptmann Pierre de Chevron den Treueid.
Die Kirche San Defendente (mit den Kapellen St. Maria von 1682 und St. Maria Lauretana von 1766) wurde 1777 zur Pfarrkirche erhoben. Berzona als eigenständige Gemeinde entstand mit der Kantonsgründung 1803. Von 2001 bis 2015 bildete Berzona zusammen mit Loco und Auressio die Gemeinde Isorno. Diese wiederum wurde 2016 in die Gemeinde Onsernone eingemeindet.
Nach dem Zweiten Weltkrieg wurde das Dorf im Zuge der Abwanderung und mit dem damit verbundenen Verkauf von Immobilien an Auswärtige zum Aufenthaltsort bekannter Persönlichkeiten aus Kunst und Kultur, so z. B. Alfred Andersch, Golo Mann und Max Frisch. Letzterer erwarb 1964 hier ein Haus und lebte bis 1984 in Berzona, dann kehrte er nach Zürich zurück. Auch später hielt er sich immer wieder in Berzona auf. Seine Erzählung Der Mensch erscheint im Holozän spielt in Berzona. Darin unternimmt der 73-jährige Protagonist eine Wanderung vom Valle Onsernone über Sella und den Passo della Garina bis nach Aurigeno im benachbarten Valle Maggia. Frisch war Ehrenbürger von Berzona.
Nachdem Ackerbau und Weidewirtschaft nahezu verschwunden waren und sich die Abwanderung verlangsamt hatte, fanden die Erwerbstätigen von Berzona Ende des 20. Jahrhunderts vor allem als Wegpendler in Locarno und Umgebung Arbeit.

## Bevölkerung
Einwohnerzahlen: Volkszählungsdaten

## Bilder

Berzona, Historisches Luftbild von Werner Friedli (Fotograf) (1963)
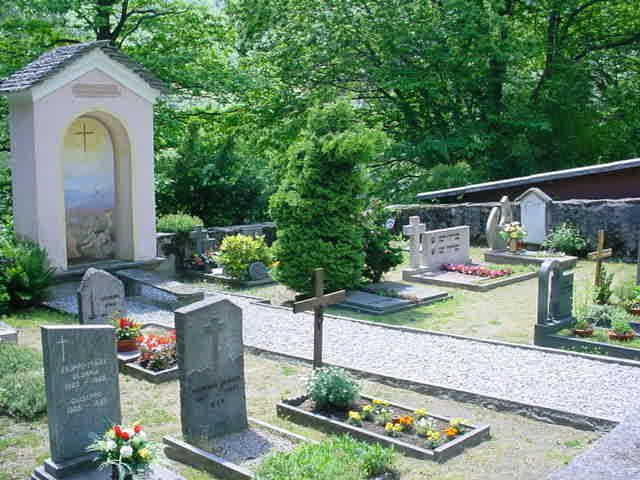
Der Friedhof von Berzona mit den Grabsteinen von Alfred und Gisela Andersch in der rechten Bildhälfte
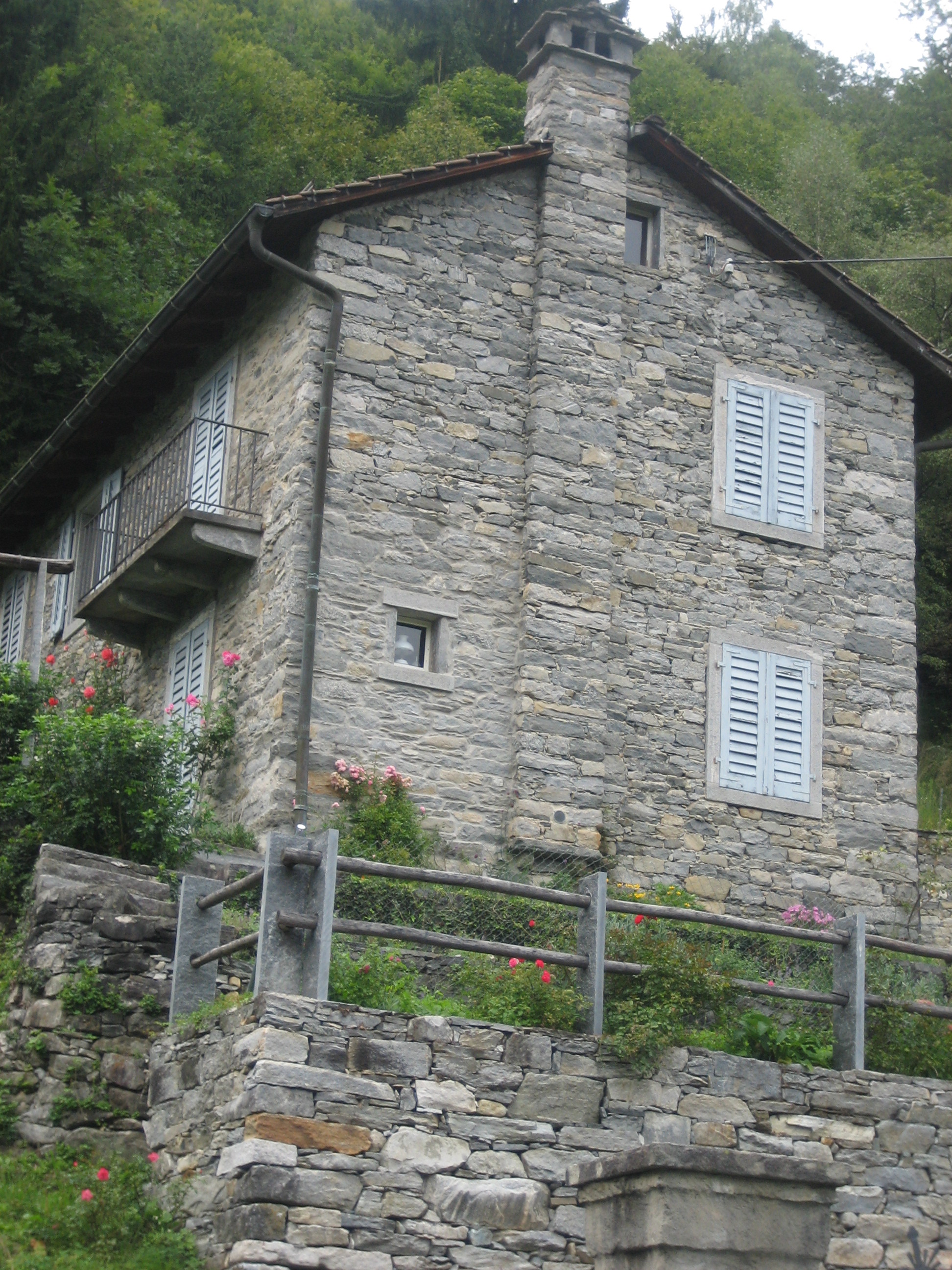
Typisches Steinhaus in Berzona
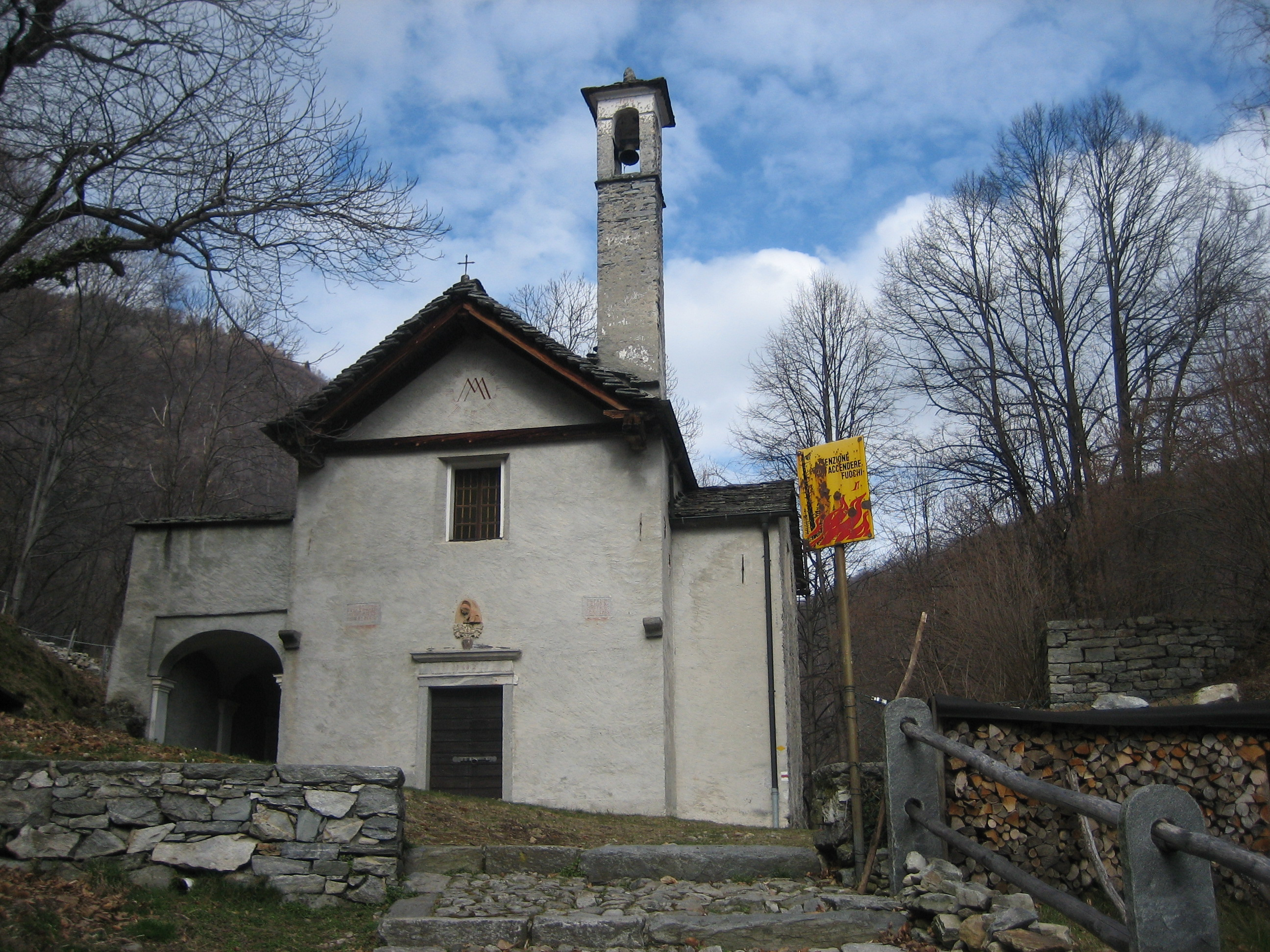
Oratorio del Matro, der „Madonna delle Grazie“ geweiht, erbaut 1682
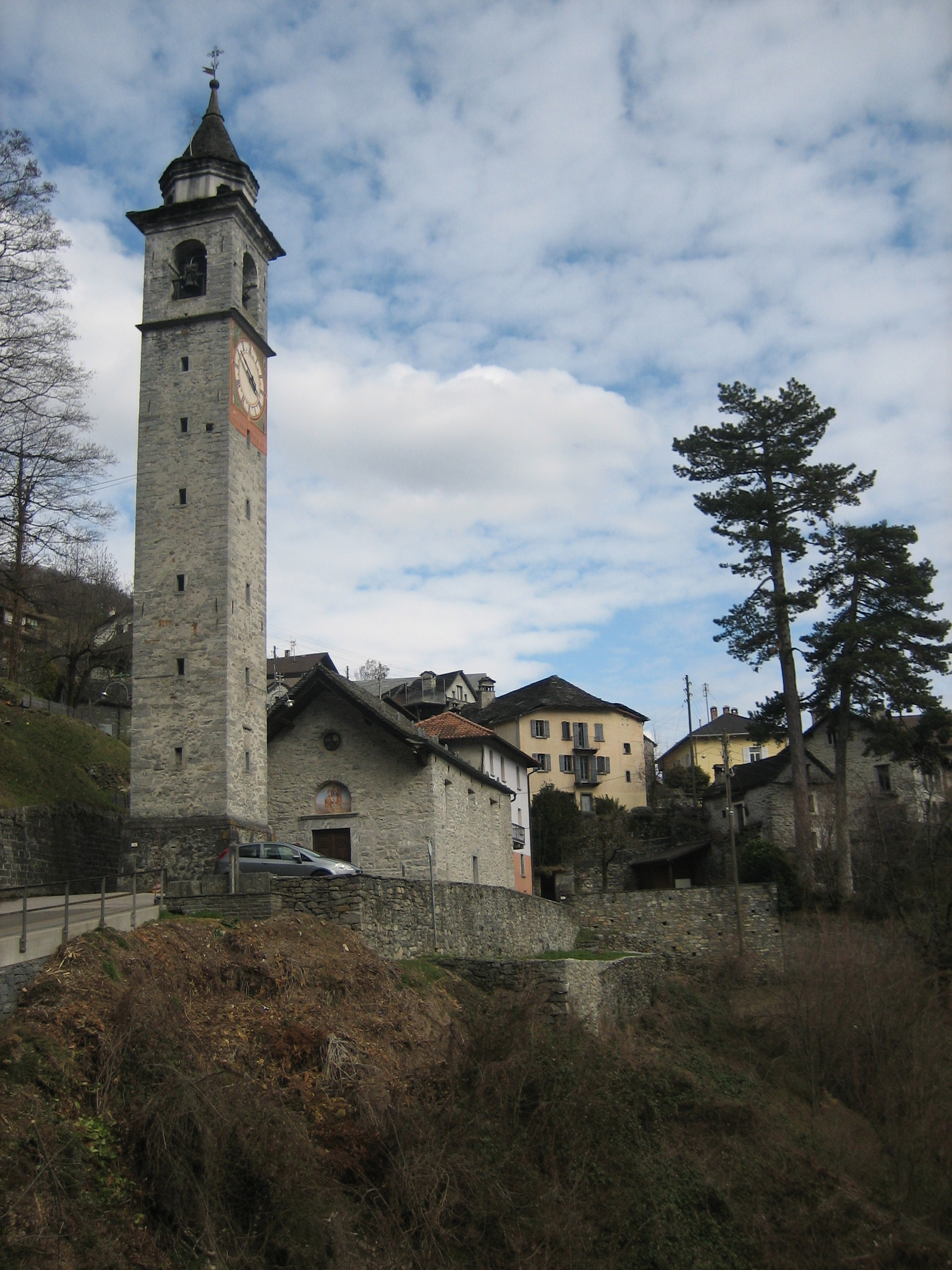
Pfarrkirche San Defendente
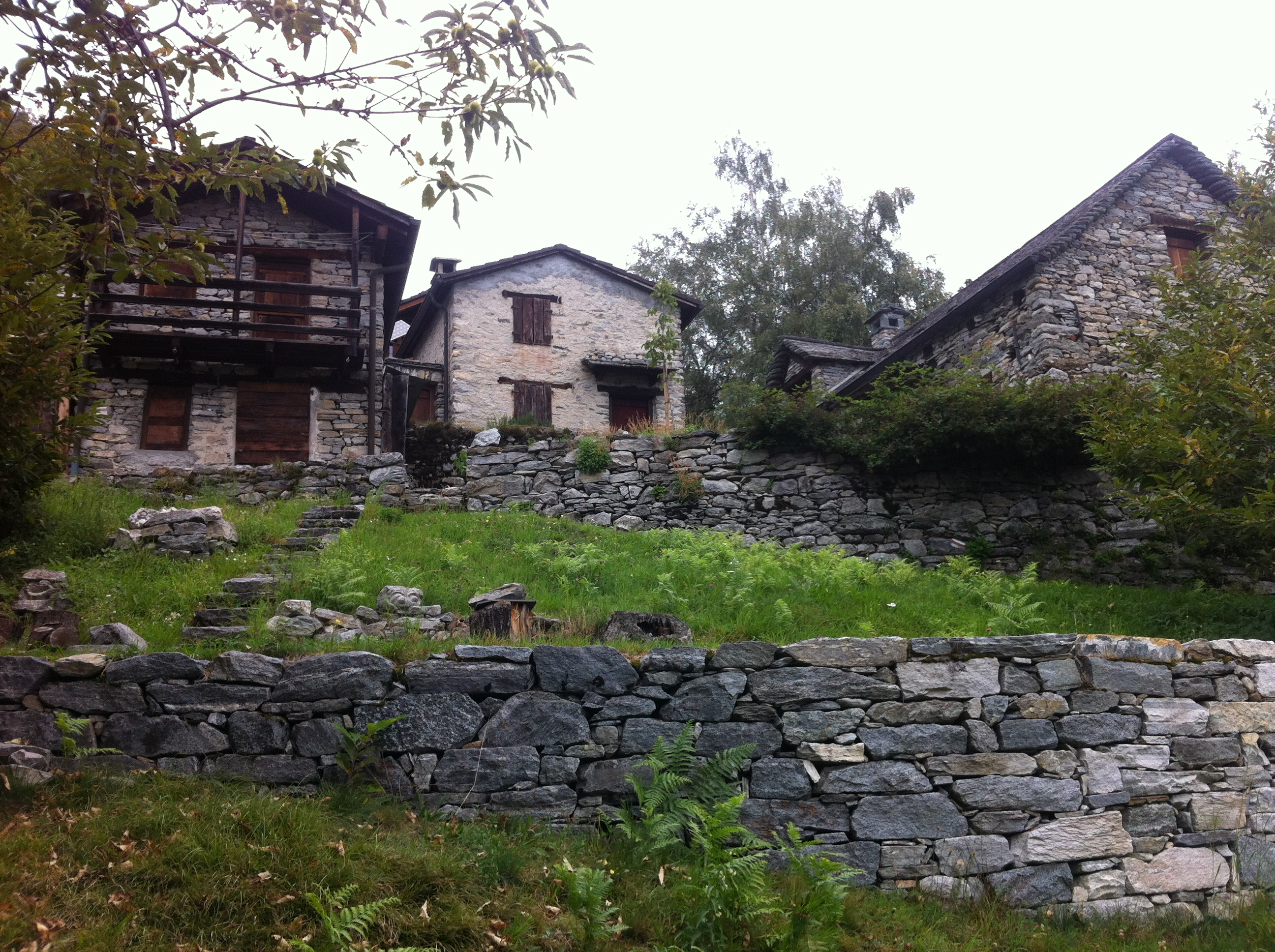
Der Weiler Sella, oberhalb von Berzona, 1016 m ü. M.
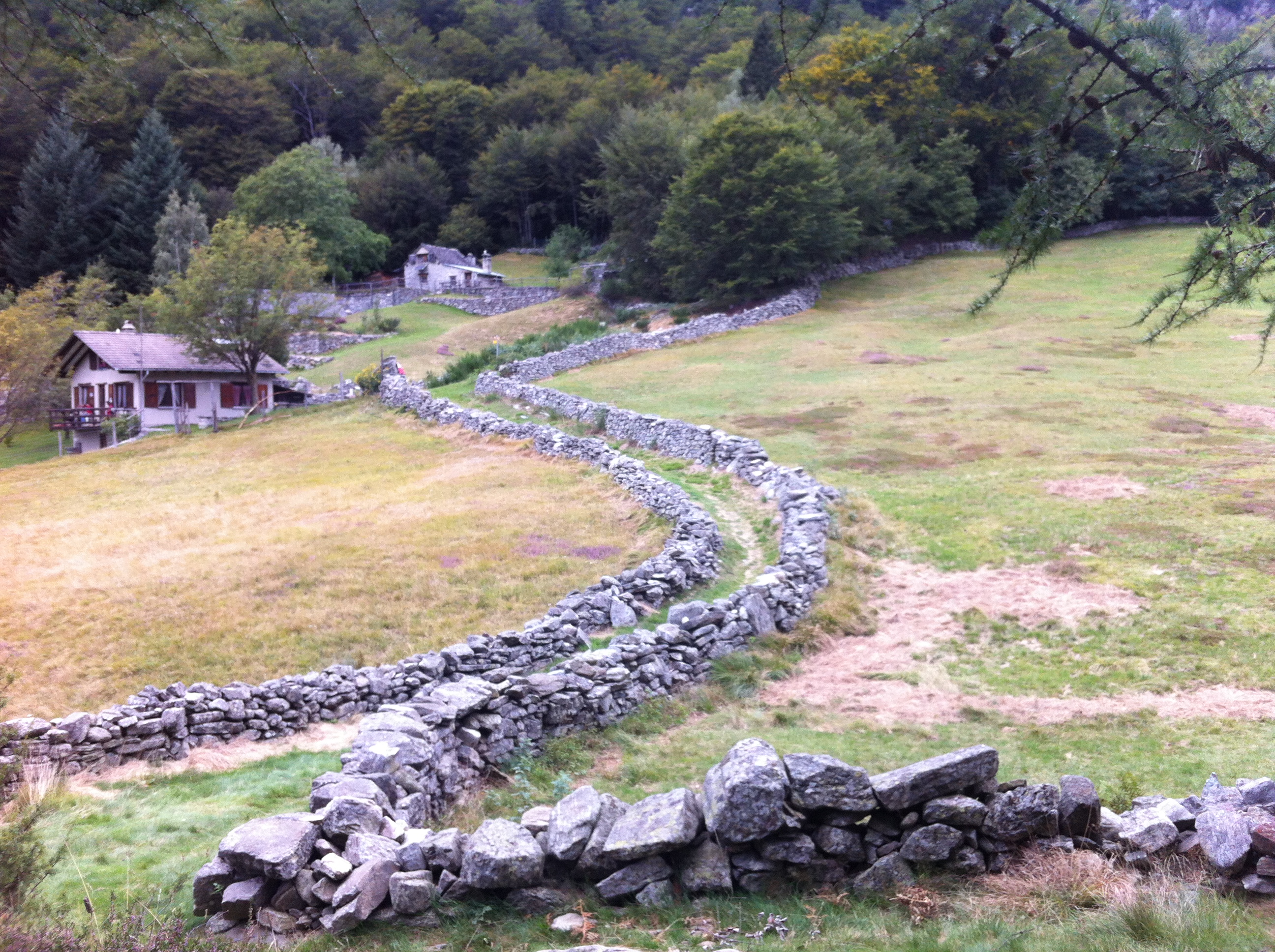
Passo della Garina, 1076 m ü. M.
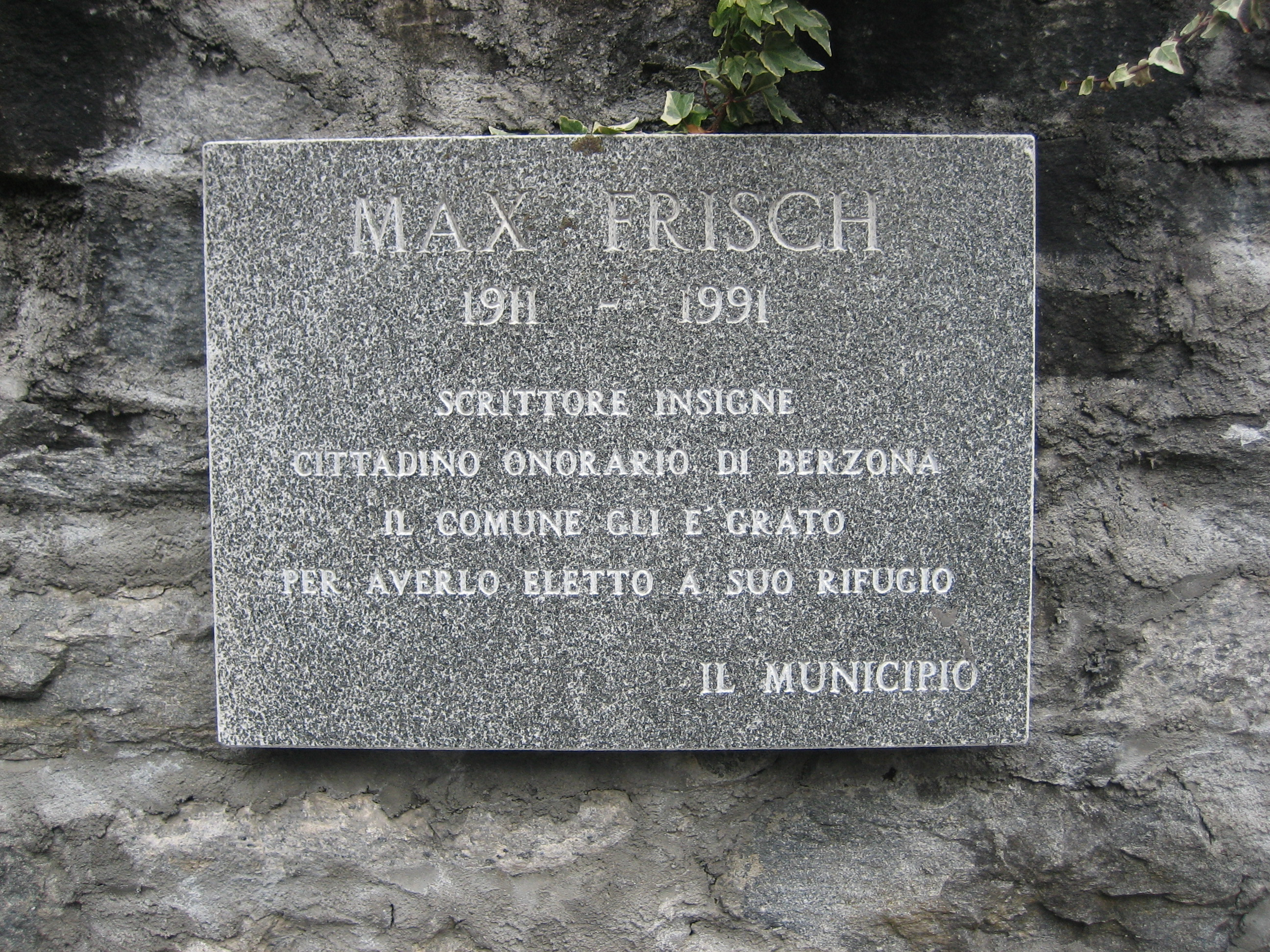
Gedenktafel für Max Frisch auf dem Friedhof

## Sehenswürdigkeiten
Das Dorfbild ist im Inventar der schützenswerten Ortsbilder der Schweiz (ISOS) als schützenswertes Ortsbild der Schweiz von nationaler Bedeutung eingestuft.
- Pfarrkirche San Defendente (1564), der frei stehende Glockenturm wurde 1676 errichtet, mit Gemälde aus dem 17. Jahrhundert, das den heiligen Carlo Borromeo meditierend, über dem toten Körper Christi, darstellt[7][8]
- Pfarrhaus (1713)[7][8]
- Casa Notaris: ein komplexes bürgerliches Gebäude, dessen älterer Teil aus dem Jahre 1589 stammt. Hauptcharakteristik ist die Bogenhalle und der Laubengang[7][8]
- Oratorium del Matro: diese Kapelle wurde im 17. Jahrhundert erbaut und der Madonna delle Grazie geweiht[7][8]
- Oratorium della Madonna di Loreto: die Kapelle liegt in der Nähe von Seghelina und wurde 1767 von der Familie Lucchini aus Berzona erbaut[7][8]
- II sentiero del signor Geiser: die Erzählung von Max Frisch Der Mensch erscheint im Holozän spielt in Berzona, und der Protagonist Geiser geht den Wanderweg entlang, der von Berzona über den Colmo-Berg zum Garina-Pass führt.

## Persönlichkeiten
(Sortierung nach Geburtsjahr)

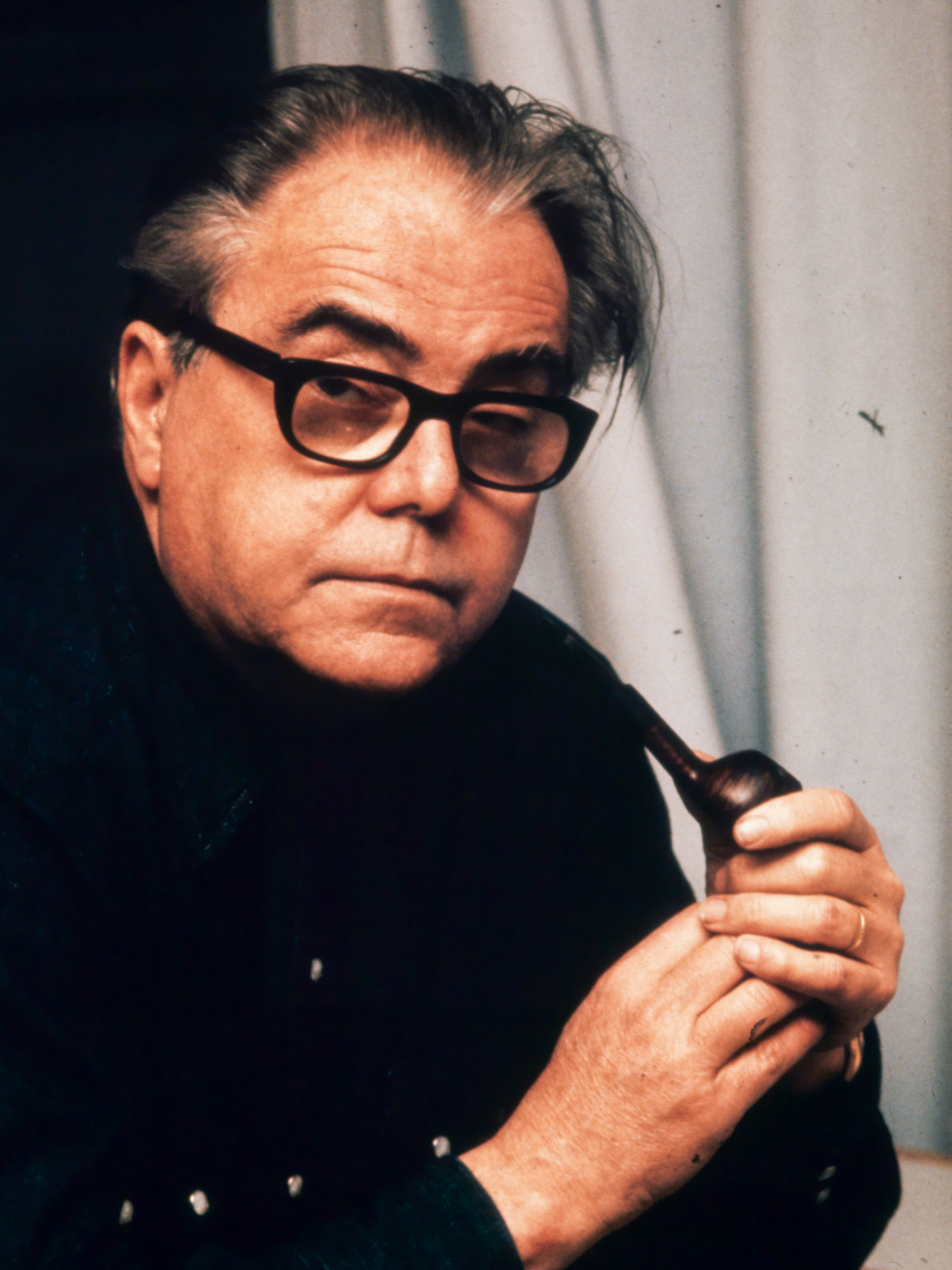
Max Frisch (ca. 1974)

Berzona, Haus von Max Frisch

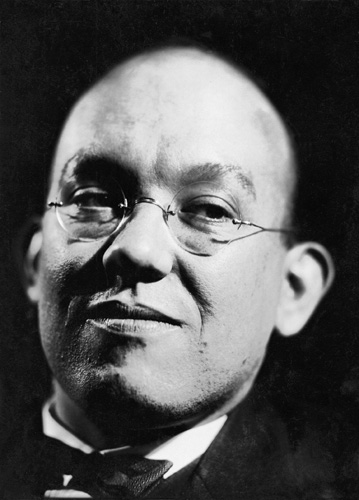
Jan Tschichold (um 1930). Foto von Eduard Wasow

- Familie Schira aus dem Onsernonetal, in Loco und später auch in Berzona[9]
  - Giovanni Schira (* 1818 in Berzona; † 1886 ebenda), Unternehmer, Gründer einer Strohflechterei in Carouge, die später ins Onsernonetal verlegt wurde, Tessiner Grossrat und Gemeindepräsident von Loco[10]
  - Giacomo Schira (* 1827 in Berzona; † 1901 in Loco), Unternehmer, Gründer einer Strohflechterei in Berzona und Loco, Besitzer eines Lebensmittelladens mit Bäckerei und Gasthaus sowie Posthalter und Fuhrhalter der eidgenössischen Pferdepost[9][11]

- Pietro Maroggini (* 1864 in Berzona; † 1926 in Menton), Architekt in Nizza, Menton und Cap Martin[12]
- Jan Tschichold (1902–1974), Kalligraf, Typograf, Plakatgestalter, Autor und Lehrer
- Golo Mann (1909–1994), Historiker und Schriftsteller. Sein ehemaliges Haus, das er 1961 als Ferienhaus bauen liess, steht oberhalb des Ortes hinter einer Kapelle an einer Waldlichtung.
- Max Frisch (1911–1991), Schweizer Schriftsteller und Architekt
- Auf dem Friedhof begraben sind die deutsche Malerin, Graphikerin und Kollagekünstlerin Gisela Andersch (1913–1987) und deren Mann,
- der deutsche Schriftsteller Alfred Andersch (1914–1980)
- Christoph von Schwerin (* 1933 in Prenzlau; † 1996 in Paris), Literaturwissenschaftler, Publizist, Lektor und Übersetzer[13]